# غاف حقلي
غاف حلقي (الاسم العلمي: Prosopis campestris)، شجيرة تتبع جنس الغاف من فصيلة البقولية. موطنها شمال شرق الأرجنتين، شمال غرب الأرجنتين، جنوب الأرجنتين.